# Валентин Касабов
Валентин Кирилов Касабов е български политик, журналист и телевизионен водещ. Заместник-председател на националистическата партия НФСБ.

## Биография
Валентин Касабов е роден на 6 февруари 1958 г. в град Бургас, в семейството на лекари.
Завършва специалност „Българска филология“ във ВТУ „Св. св. Кирил и Методий“, Велико Търново.
Почива на 17 декември 2020 г. след усложнения от Ковид-19.

### Професионална кариера
Става главен редактор на първия опозиционен вестник „Бряг“ (1990 – 1991 г.), един от основателите на СДС-Бургас. Журналист, кореспондент на национални вестници, работи в повечето водещи печатни издания в региона на Бургас, след което е известен с авторското телевизионно предаване „Паралакс“, което се излъчва по телевизия СКАТ.

### Политическа кариера
Избран е за общински съветник в Бургас от листата на движение „Георгьовден“ в периода от 1999 г. до 2003 година, но напуска движението и се обявява за независим, след като централното ръководство се споразумява за общи действия с Йордан Цонев в Бургаския ОбС.
На местните избори през 2007 г. влиза в Бургаския ОбС, 2-ри от листата на партия „Атака“. През ноември 2009 г. заедно с още 10 съветника от „Атака“ напуска партията, те посочват че „не припознават в действията на парламентарната група на Атака двадесетте принципа и цели на партията, заради които те са влезли в местната власт“.
През месец май 2011 г. е един от учредителите на партия „Национален фронт за спасение на България“, на която е избран за съпредседател.
На местните избори през 2011 г. е избран за общински съветник в Бургас, от листата на партия НФСБ. През 2014 г. и 2017 г. е избран за народен представител, съответно от листите на Патриотичен фронт и Обединени патриоти от 2 МИР-Варна.